# Rispetto (Zucchero)
Rispetto što na hrvatskom znaći poštovanje ime je 2. studijskog albuma talijanskog rock i blues glazbenika Zucchera. Nazvan je prema pjesmi Arhethe Franklin Respect. Album je u prodaju pušten 1986. godine i postigao je veliki uspjeh za Zucchera.
Na tom albumu je sa Zuccherom surađivao Joe Cocker.

## Informacije
- Izdavačka kuća - : Polydor Records (Italija)

- Izašao: 1986.

## Pjesme
1. Introduction
2. Rispetto
3. Come il sole all'improvviso
4. Tra uomo e donna
5. Nella casa c'era
6. Una ragione per vivere
7. Solo, seduto sulla panchina del porto guardo le navi partir...
8. Torna a casa
9. Nuovo, meraviglioso amico
10. Canzone triste (canzone d'amore)
11. No - no (non gli dire no)